# Марковская низменность
Марковская низменность — озёрно-аллювиальная равнина в широкой и чрезвычайно развитой пойме среднего течения Анадыря, территориально находится в Чукотском автономном округе на северо-востоке России. Прилегающая к низменности равнина также имеет аллювиальное происхождение и носит название Марковской впадины. Равнина имеет площадь примерно 15 000 км² и ограничена Щучьим хребтом на севере, хребтом Пикульней на востоке, горами Пенжинского хребта на юге и Русскими горами на западе. Благодаря своему нахождению в природной впадине является своего рода оазисом с более теплым климатом по сравнению с окружающей местностью, отличается ме́ньшим распространением вечной мерзлоты. Собственно Марковская низменность относится к лесотундровой зоне. Тёплое и довольно продолжительное лето создаёт благоприятные условия для роста лиственного леса и всевозможной растительности, очень разнообразен мир животных, птиц и насекомых.
Равнина активно использовалась местными народами до появления русских на Дальнем Востоке и также активно осваивалась после. Наиболее крупный населенный пункт на территории впадины — село Марково.